# Chrysolampidae
Die Chrysolampidae bilden eine Hautflüglerfamilie innerhalb der Überfamilie der Erzwespen (Chalcidoidea).

## Taxonomie
Das Taxon geht auf die Unterfamilie Chrysolampinae zurück, die 1898 von dem österreichischen Entomologen Karl Wilhelm von Dalla Torre eingeführt wurde. Die Chrysolampinae und die Philomidinae, zuvor Unterfamilien der Perilampidae, wurden aufgrund molekularbiologischer und morphologischer Studien von Heraty, Derafshan & Moghaddam (2019) zu der neu eingerichteten Familie Chrysolampidae zusammengefasst. Die Typusgattung ist Chrysolampus  Spinola, 1811.

## Merkmale
Die Chrysolampidae gehören gemeinsam mit den Eucharitidae, Perilampidae und Eutrichosomatidae zu einer Klade, deren erstes Larvenstadium planidial ist, also stark sklerotisiert mit funktionalen Beinen oder anderen Hilfsmitteln, sich fortzubewegen.

## Verbreitung
Die Chrysolampinae sind in Steppenlandschaften und in mediterranen Landschaften im westlichen Nordamerika, in Europa, Nordafrika und Zentralasien verbreitet. Weiterhin findet man Vertreter der Unterfamilie in gemäßigten Waldgebieten Europas und Asiens sowie in tropischen Wäldern in Australien und auf den Philippinen. Die Philomidinae leben in einem großen Spektrum an Vegetationstypen in der Afrotropis, südlichen Paläarktis und Orientalis.

## Lebensweise
Die Imagines legen ihre Eier an Pflanzen ab, häufig an Blüten, welche von ihren Wirtsinsekten besucht werden. Nach dem Schlüpfen haften sich die Larven an Imagines ihrer Wirtsarten, die sie in ihre Nester transportieren. Dort parasitieren sie als Ektoparasiten die Wirtslarven. Gewöhnlich wird der Wirt erst im Präpuppenstadium getötet. Als Wirt von Aperilampus varians ist die Bienenart Halictus africanus bekannt. Andere Vertreter der Chrysolampidae sind Hyperparasiten von Raupenfliegen und Schlupfwespen, welche Schmetterlinge parasitieren. Weiterhin gibt es Primärparasiten von holzbohrenden Käfern sowie von Heuschrecken und Netzflüglern.

## Innere Systematik
Die Chrysolampidae sind wie folgt gegliedert:
- Chrysolampinae Dalla Torre
  - Austrotoxeuma Girault, 1929 – 2 Arten; Australien, Neuseeland
  - Brachyelatus Hoffer & Novicky, 1954 – 3 Arten; Australien
  - Chrysolampus Spinola, 1811 – 55 Arten; Holarktis, Australien
  - Chrysomalla Foerster, 1859 – 14 Arten; Holarktis, Australien
  - Elatomorpha Zerova, 1970 – 3 Arten; Zentralasien, Marokko, Kleinasien
  - Parelatus Girault, 1916 – 1 Art (P. ater); Australien
- Philomidinae Ruschka
  - Aperilampus Walker, 1871 – 3 Arten; Afrotropis
  - Philomides Haliday, 1862 – 9 Arten; Afrotropis, Mittelmeerraum, Kaukasus, Zentralasien, Indien, Taiwan
  - Vidlinus Heraty, Derafshan & Ghafouri, 2019 – 2 Arten; Afrotropics